# 힙합왕 - 나스나길
《힙합왕 - 나스나길》은 SBS에서 2019년 8월 9일부터 2019년 9월 13일까지 방송된 금요 음악 드라마이다.
2021년 6월에 《펜트하우스 3》가 방송됨에 따라 SBS 금요 드라마가 재개되었다.

## 줄거리
힙합 문화 현상과 정통 힙합 음악, 그 속에서 성장하는 청춘들의 이야기를 그린 작품.

## 방송 시간
| 방송 채널 | 방송 기간                       | 방송 시간                                | 방송 분량                                |
| --------- | ------------------------------- | ---------------------------------------- | ---------------------------------------- |
| SBS TV    | 2019년 8월 9일 ~ 2019년 9월 6일 | 매주 금요일 밤 11시 10분 ~ 12시 20분     | 1시간 10분 (1부 40분 2부 30분 분할 방송) |
| SBS TV    | 2019년 9월 13일                 | 매주 금요일 밤 12시 35분 ~ 새벽 1시 45분 | 1시간 10분 (1부 40분 2부 30분 분할 방송) |

## 등장 인물

### 주요 인물
- 이호원 : 방영백 역 (아역 : 윤준상)
- 이나은 : 송하진 역
- 신원호 : 김태황 역
- 한현민 : 서기하 역

### 그 외 인물
- 김영옥 : 김봉숙 역
- 유서진 : 방향숙 역
- 안다비 : 장수영 역
- 임현태 : 권준우 역
- 백재우 : 박재현 역
- 박지훈 : 민호 역
- 김은수 : 구석남 역
- 이동욱 : 반장 역
- 주아연 : 반 학생 역
- 구다송
- 서희
- 방진원
- 지경준
- 박노식 : 고물상 아저씨 역
- 윤가현
- 송창규
- 이민호
- 미석 : 깡패 역
- 박원호
- 최도원
- 진선위
- 김휘수
- 주혜민
- 김형민
- 민무제
- 안성호
- 안수호
- 조희
- 손해일
- 이아님
- 김태우
- 최유리 : 송하영 역

### 특별출연
- 매니악 : 토비 역
- 최양락 : 교감선생님 역
- 바비 킴 : 주유소 사장 역
- 뉴올
- 지조

## 시청률
| 2019년      | 2019년      | 2019년         |
| 회차        | 방송일      | AGB 시청률     |
| 회차        | 방송일      | 대한민국(전국) |
| ----------- | ----------- | -------------- |
| 1회         | 8월 9일     | 1.7%           |
| 1회         | 8월 9일     | 1.6%           |
| 2회         | 8월 16일    | 1.3%           |
| 2회         | 8월 16일    | 1.1%           |
| 3회         | 8월 23일    | 1.5%           |
| 3회         | 8월 23일    | 1.1%           |
| 4회         | 8월 30일    | 1.4%           |
| 4회         | 8월 30일    | 1.3%           |
| 5회         | 9월 6일     | 0.6%           |
| 5회         | 9월 6일     | 0.6%           |
| 6회         | 9월 13일    | 0.9%           |
| 6회         | 9월 13일    | 0.6%           |
| 평균 시청률 | 평균 시청률 | 1.1%           |

최저 시청률과 최고 시청률은 시청률 조사회사와 지역별로 시청률에 차이가 있을 수 있습니다.

## 같이 보기
- 대한민국의 텔레비전 드라마 목록 (ㅎ)
- 2019년 대한민국의 텔레비전 드라마 목록